# Ampliación los Potros
Ampliación los Potros, även Tres Piedras, är en ort i Mexiko, tillhörande kommunen Tepotzotlán i delstaten Mexiko. Ampliación los Potros ligger i den centrala delen av landet och tillhör Mexico Citys storstadsområde. Orten hade 632 invånare vid folkräkningen 2010.